# سیارک ۲۰۸۷۳
سیارک ۲۰۸۷۳ (به انگلیسی: 20873 Evanfrank، نامگذاری:2000VH49) بیست هزار و هشتصد و هفتاد و سومین سیارک کشف شده‌است که در ۲ نوامبر ۲۰۰۰ کشف شد.
قدر مطلق سیارک برابر ۱۶.۲ است.